# Eparchia di Bežeck

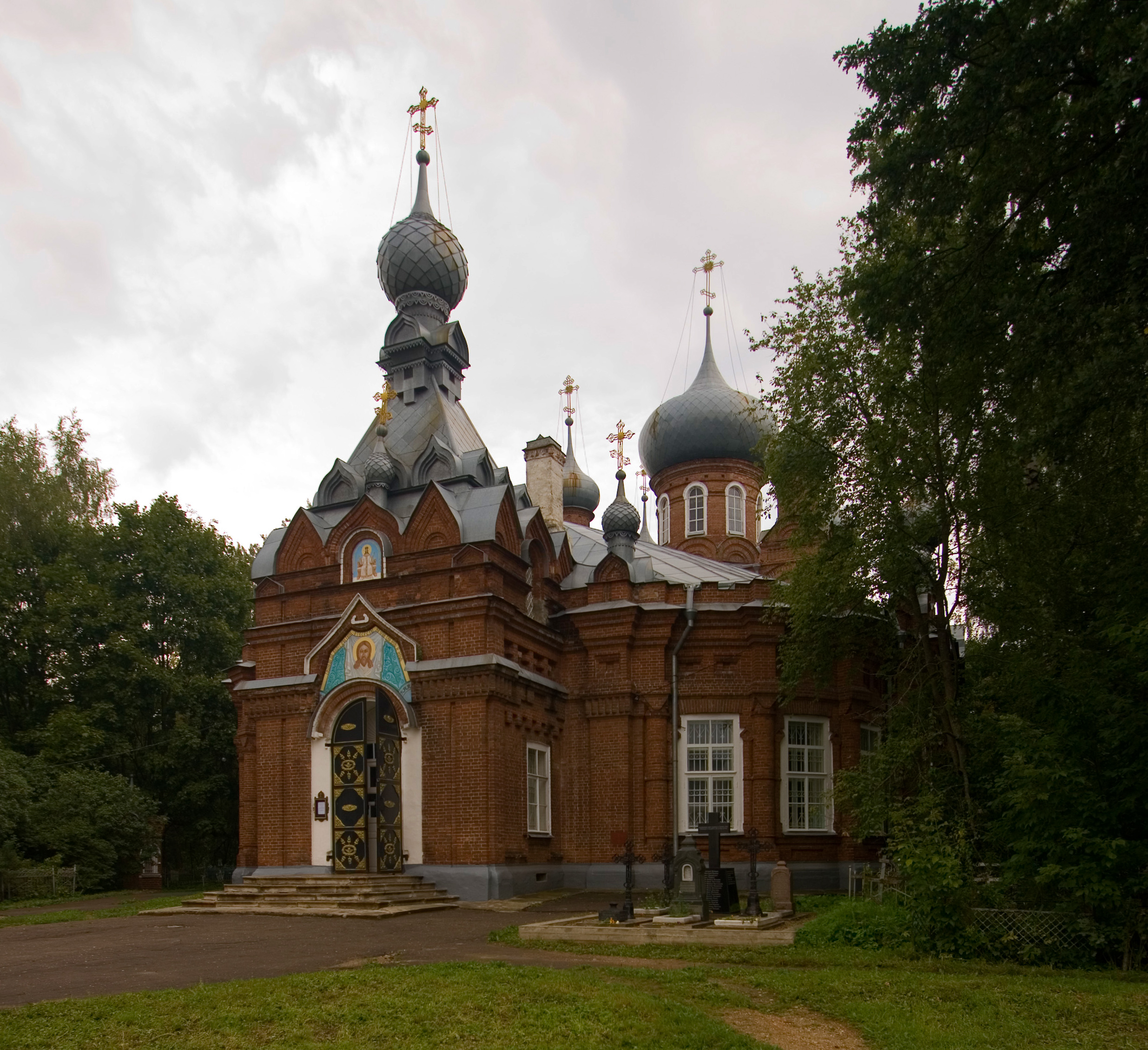
La cattedrale del Salvatore di Bežeck.

L'eparchia di Bežeck (in russo Бежецкая епархия?) è una diocesi della Chiesa ortodossa russa, appartenente alla metropolia di Tver'.

## Territorio
L'eparchia comprende parte dell'oblast' di Tver' nel Circondario federale centrale.
Sede eparchiale è la città di Bežeck, dove si trova la cattedrale del Salvatore.
L'eparca ha il titolo ufficiale di «eparca di Bežeck e Udomlja».

## Storia
L'eparchia è stata eretta dal Santo Sinodo della Chiesa ortodossa russa il 27-28 dicembre 2011, ricavandone il territorio dall'eparchia di Tver'.